# Jegisze Melikian
Jegisze Melikian, orm. Եղիշե Մելիքյան, ukr. Єгіше Мелікович Мелікян (ur. 13 sierpnia 1979 w Erywaniu, Armeńska SRR) – ormiański piłkarz, grający na pozycji obrońcy, a wcześniej pomocnika, reprezentant Armenii, trener piłkarski. Zmienił obywatelstwo na ukraińskie.

## Kariera piłkarska

### Kariera klubowa
W 1997 rozpoczął karierę piłkarską w klubie Dwin Artaszat. Następnie występował w klubach Cement/Araks Ararat i Bananc Erywań. W 2002 przeszedł do Metałurha Donieck, skąd w 2006 został wypożyczony do Stali Alczewsk. Od 2007 był wypożyczony do ormiańskich klubów Bananc Erywań i Uliss Erywań. Latem 2009 wypożyczony do ukraińskiego klubu Zoria Ługańsk. W styczniu 2010 po zakończeniu kontraktu z donieckim klubem powrócił do Armenii, gdzie podpisał roczny kontrakt z Ulissem Erywań. Ale już w sierpniu przeniósł się do ukraińskiego drugoligowego zespołu Krymtepłycia Mołodiżne. Na początku 2011 przeszedł do Zakarpattia Użhorod. 26 lutego 2013 roku otrzymał status wolnego agenta, po czym zakończył karierę piłkarską.

### Kariera reprezentacyjna
W latach 2002-2007 występował w reprezentacji Armenii. Wcześniej bronił barw juniorskiej i młodzieżowej reprezentacji.

## Kariera trenerska
W marcu 2015 rozpoczął karierę szkoleniową w Metałurhu Donieck. Pracował jako asystent trenera, a potem prowadził drużyny U-21 i U-19. W lipcu 2015 przeniósł się do Stali Dnieprodzierżyńsk. Przez pół roku kierował juniorską drużynę U-19, a zimą 2016 został zaproszony do sztabu szkoleniowego Erika van der Meera pomagać trenować podstawową jedenastkę. Od 25 czerwca 2017 pełnił obowiązki głównego trenera Stali Kamieńskie. 24 września 2017 zrezygnował z zajmowanego stanowiska. W końcu września 2019 dołączył do sztabu szkoleniowego FK Lwów, a 31 października 2019 stał na czele klubu.

## Sukcesy i odznaczenia

### Sukcesy klubowe
- mistrz Armenii: 2000
- zdobywca Pucharu Armenii: 1999, 2007
- brązowy medalista Mistrzostw Ukrainy: 2002, 2003, 2005